# Šárka Strachová
Šárka Strachová rođ. Záhrobská (Benecko, 11. veljače 1985.) je češka alpska skijašica.
U Svjetskom skijaškom kupu debitirala je u sezoni 2002./03. u slalomskoj utrci u talijanskom Sestriereu, i zauzela je odlično 5. mjesto. Šárka je odlična tehničarka, što pokazuju i njeni rezultati u slalomu i veleslalomu. Svoj prvi veliki uspjeh ostvarila je osvajanjem brončanog odličja u slalomu na svjetskom prvenstvu u Bormiju 2005. godine. Pomalo iznenađujuće je postala svjetskom prvakinjom u istoj disciplini na svjetskom prvenstvu u Aareu 2007., jer do tada nije ostvarila niti jednu pobjedu u svjetskom kupu.
Prvu pobjedu u svjetskom kupu ostvarila je u Aspenu 30. studenog 2008. također u slalomu, i za sada joj je to jedina pobjeda. Do svjetskog prvenstva u Val d'Isereu nije se nijednom plasirala na postolje. Zlato koje je branila u utrci slaloma s prošlog SP-a pretočila je u srebro. Bolja od nje je bila samo Njemica Maria Riesch. 

## Vanjske poveznice
- Službena mrežna stranica (češki, engleski)